# Spring Valley, Illinois
Spring Valley là một thành phố thuộc quận Bureau, tiểu bang Illinois, Hoa Kỳ. Năm 2010, dân số của thành phố này là 5558 người.

## Dân số
Dân số qua các năm:
- Năm 2000: 5398 người.
- Năm 2010: 5558 người.